# 安永寿延
安永 寿延（やすなが としのぶ、1929年7月25日 - 1995年9月22日）は、日本文学・思想の研究者、元和光大学教授。
現在の福岡県北九州市生まれ。1954年名古屋大学文学部卒。1965年東邦学園短期大学助教授、1968年和光大学助教授、1971年教授、1978年人文学部長、和光学園理事を務めた。1995年9月22日、在職中にリンパ腫のため死去した。
マルクス主義、コミューン思想を研究し、日本における思想家として安藤昌益に注目し、『自然真営道』の校本を編纂刊行した。

## 著書
- 日本の民謡 創元社 1956 (日本文学新書)
- 伝承の論理 日本のエートスの構造 未來社 1965
- マルクス主義社会学序説 法政大学出版局 1969 (叢書・現代の社会科学)
- 日本のユートピア思想 コミューンへの志向 法政大学出版局 1971
- 日常性の弁証法 筑摩書房 1972
- 日本における「公」と「私」 日本経済新聞社, 1976
- 安藤昌益 平凡社選書 1976
- 安藤昌益と中江兆民 第三文明社(レグルス文庫) 1978.10
- 「労働」の終焉 農山漁村文化協会 1985.10
- 安藤昌益 研究国際化時代の新検証 農山漁村文化協会 1992.10

## 編纂など
- 稿本自然真営道 安藤昌益（校註・解説）平凡社・東洋文庫 1981.10
- 人間安藤昌益 写真集 農山漁村文化協会 1986.10